# Elen Levon
Elen Levon (Ucraina, 13 luglio 1994) è una cantante, ballerina e attrice australiana.

## I primi anni
La popstar australiana Elen Levon è nata il 13 luglio 1994 in Ucraina, e si trasferì quando aveva solo 3 mesi con la madre (Lanna Levon) a Sydney, in Australia. Ha frequentato Reddam House College a Bondi, Nuovo Galles del Sud, e l'ha lasciato nell'ottobre 2011 per iniziare la scuola a casa. All'età di 3 anni, Elen ha iniziato la formazione per la musica e la danza, che l'ha inclusa nel frequentare lezioni di danza classica. Ha cominciato a suonare il pianoforte all'età di 6 anni.

## Carriera
Elen Levon ha ricevuto il suo primo contratto di gestione all'età di 13 anni. Nel 2008, Elen Levon è stata selezionata per far parte del gruppo pop australiano Panjo 5, attraverso la serie reality, Airtime, che è stata proiettata sul canale Nickelodeon di Foxtel. Insieme, hanno pubblicato due singoli, Move e Stay Closer. Il gruppo si è successivamente sciolto nel novembre 2009.
Nel corso del primo semestre del 2011, Elen Levon ha partecipato al più grande festival di musica urbana in Australia, Supafest, e in tour con artisti come 50 Cent, G-Unit e Lil' Kim per il festival Winterbeatz. A maggio, ha firmato un contratto con il Ministry of Sound Australia, tramite il produttore e l'etichetta discografica di cantautore Israel Cruz, NuFirm. Il suo singolo di debutto da solista, Naughty, è stato realizzato con la partecipazione di Cruz ed è stato pubblicato il 30 settembre. Il singolo ha raggiunto la posizione numero 60 della Singles Chart ARIA australiana. Ha recitato in una pubblicità promozionale di Fox8 per uno show televisivo americano, Gossip Girl. Al momento della pubblicazione di Naughty, Elen Levon è diventata un'ambasciatrice per la campagna Underdog bullismo. Inoltre ha recitato in campagna pubblicitaria australiana per il Playbook Blackberry.
Nel gennaio 2012, Levon ha partecipato nel singolo Save My Life, di Israel Cruz avendo già partecipato nel remix del suo singolo, Party Up. Il 20 gennaio, ha rappresentato l'Australia al Festival annuale Pechino Gala World Music, dove ha eseguito la sua canzone, Sun Burns Out, che ha co-sceneggiato l'irlandese, Brian McFadden. L'evento è stato trasmesso da circa un miliardo di persone sulla grande rete televisiva della Cina, Beijing TV. Il suo secondo singolo, Like a Girl In Love, è stato pubblicato il 2 marzo 2012. Levon ha finora intrapreso il tour delle nazionali di Naughty Nights di pub Australia e club con il cantante pop Marvin Priest. Ha anche eseguito Like a Girl In Love in occasione della partita NRL tra i Newcastle Knights e Canterbury-Bankstown Bulldogs a Stadium Australia.
Nel 2013 Levon ha firmato un contratto con Ego e nello stesso anno è uscito il singolo Dancing to the same song il cui video è stato girato a Tokyo e a Melbourne. Nel 2013 escono altri due singoli firmati Ego 'Wild Child' (che vince il disco d'oro in Italia) e Over my head.
Dal 21 al 25 maggio 2014 intraprende un tour in Italia e gira a Milano il video del suo sesto singolo Kingdom che è uscito in Australia l'11 luglio 2014. 
Lo stesso giorno Levon intraprende un tour in Italia che comprende tappe a Catania, Tirrenia, Matera, Bologna e Palmanova.
Ha partecipato ad Ah Yeah So What, il brano di genere House del DJ Will Sparks assieme a Wiley e a Cool Enough, il brano di genere Deep House che ha vinto il disco d'oro in Italia e in altri paesi, assieme al DJ italiano Spada.

## Influenze
Elen Levon cita Madonna e Michael Jackson come sue influenze musicali. Anche Beyoncé è stata nominata un'altra sua influenza.

## Discografia
- 2011 - Party Up (NuFirm Remix) (with Israel Cruz, Dean Cassidy, J Dwight, Mr. Mez, Casper & Kadbury)
- 2011 - Naughty (feat. Israel Cruz)
- 2012 - Sun Burns Out
- 2012 - Like A Girl In Love
- 2012 - Save My Life (with Israel Cruz)
- 2012 - Dancing To The Same Song
- 2013 - Wild Child
- 2013 - Over My Head
- 2014 - Kingdom
- 2014 - Ah Yeah, So What (with Will Sparks & Wiley)
- 2014 - Cool Enough (with Spada)
- 2015 - Look The Other Way
- 2016 - Don't You Worry (with Spada)